# 帕布洛·普約爾
帕布洛·普約爾·萊德斯瑪（英語：Pablo Puyol Ledesma，1975年12月26日—）是一名西班牙的演員、舞者及歌手。
自2012年成為純素者，並與國際組織合作捍衛動物平權。

## 生平
帕布洛出生於馬拉加，最初主修生物學，後來在馬拉加高等戲劇藝術學院學習戲劇。他於馬德里演出音樂劇火爆浪子時，以專業演員身份出道。由於能歌善舞，他多次於電視連續劇和短片演出。繼而加入著名電視影集向前一步的演員陣容。
2005年，他在電影20公分我變身中，飾演"超市上架員"拉烏一角，該片在馬拉加國際影展獲得多座獎項，並與演員伊斯拉耶．羅德里蓋斯領銜主演電影暗戰。

## 外部連結
- 官方網站
- 帕布洛·普約爾在互联网电影资料库（IMDb）上的資料（英文）